# Дедоплис-Цкаро (станция)
Дедоплис-Цкаро — станция Грузинской железной дороги. Является конечной станцией линии Тбилиси —Дедоплис-Цкаро. Расстояние до Тбилиси — 133 км. Открыта в 1959 году в рамках строительства ответвления 89км — Дедоплисцкаро. Находится в одноименном городе края Кахетия.
Количество путей на станции — 4, из них 3 электрифицированных. Имеется здание вокзала. Также от станции идут подъездные пути к складам и карьеру, находящемуся наподалеку от города.
На сегодняшний день пассажирское движение на станции отсутствует, что создает серьёзные неудобства местному населению, для которого наличие железнодорожного сообщения с Тбилиси и другими городами Грузии является очень важным. Грузовое движение на станции имеется, так как Ширакская степь является основной житницей и поставщиком зерновых в Грузии.